# Nemuritorii
Nemuritorii este un film de aventuri românesc din 1974, regizat de Sergiu Nicolaescu. Rolurile principale sunt interpretate de Amza Pellea, Ion Besoiu, Ilarion Ciobanu, Sergiu Nicolaescu, Jean Constantin, Colea Răutu, Gheorghe Dinică și Gina Patrichi.
Acțiunea filmului are loc după zece ani de la uciderea lui Mihai Viteazul (1601), când un grup de viteji din fosta lui oaste rătăciți prin diferite orașe ale Europei hotărăsc să se îndrepte spre patria lor, având cu ei o ladă și steagul celor trei țări românești unite (Moldova, Țara Românească și Transilvania). Vitejii fac față diverselor obstacole ivite in cale, lucrurile din ladă fiind râvnite atât de austrieci, cât și de unguri sau de turci. În final, foștii oșteni ai lui Mihai Viteazul ajung în țară și mor apărând cu vitejie prețiosul steag al Unirii.
El se află pe locul 11 în topul celor mai vizionate filme românești din toate timpurile după cum atestă un comunicat din 2006 al Uniunii Autorilor și Realizatorilor de Film din România.

## Rezumat
În anul 1611, la 10 ani de la uciderea mișelească a lui Mihai Viteazul, câțiva din foștii săi oșteni hoinăresc prin diferite orașe ale Europei. Aceștia sunt considerați o bandă de tâlhari vagabonzi, iar comandanții cetăților pe unde trăiau au stabilit recompense pentru prinderea lor vii sau morți.
O parte dintre oșteni, în frunte cu Costea (Ion Besoiu), rămăsese la Viena pentru a aștepta venirea domnitorului sau un semn de la el. Domnitorul le încredințase lor o ladă cu toată averea sa. Oștenii au așteptat ani de zile vreun semn, dar acesta nu a venit. În acest timp, ei au trăit prin munți. După ce au auzit că domnitorul Radu Șerban (1602-1610) vrea să unească din nou cele trei țări române, ei au hotărât să se întoarcă în patrie ducând cu ei steagul Unirii și lada despre care credeau că conținea o comoară. Cu banii din ladă ei doreau să ridice o nouă armată. Oștenii au depus jurământ să ducă în țară steagul și lada, cei care ar fi încălcat jurământul urmând a fi pedepsiți cu moartea. Un alt fost oștean de-al lui Mihai Viteazul, Dumitru (Amza Pellea), se află și el prin Europa prefăcându-se olog, orb de un ochi și gângav și trăind din mila străinilor. El reușește să fure o căruță cu un tun și se întâlnește într-un defileu cu grupul lui Costea.
În noaptea uciderii domnitorului, căpitanul Andrei (Sergiu Nicolaescu) fusese chemat de contesa Maria Cristina (Heide-Marie Wenzel), venită de la Pesta și care locuia în castelul contelui Zsarozsy (Zephi Alșec). Căpitanul a intrat în cortul domnitorului și l-a rugat să-l lase liber în acea seară, apoi s-a dus să se întâlnească cu contesa. El a fost observat de stegarul Vasile (Ilarion Ciobanu) care era îndrăgostit de Maria Cristina. După asasinarea domnitorului, Andrei a fost prins la Turda și dus în lanțuri până la porțile Vienei, de unde a reușit să fugă. El a stat șapte ani la ocnă, apoi a rătăcit prin Europa. Condamnat la moarte, el este pe punctul de a fi spânzurat de austrieci, fiind salvat de grupul lui Costea. Cu acest prilej se află că fostul stegar Vasile era cel care se oferise să-i fie călău, dorind să încheie socotelile cu căpitanul Andrei.
Adunați într-o peșteră, oștenii români își dezvăluie în fața celor trei (Dumitru, Andrei și Vasile) intenția de a se întoarce în patrie și îi întreabă dacă vor să îi urmeze, depunând în acest caz un jurământ. Dintre ei, doar Vasile refuză, dar afirmă că va merge în urma lor. Într-un târg incendiat în urma unor lupte, oștenii o găsesc pe Ioana (Gina Patrichi), o femeie nebună cu un copil mort în brațe, și o iau cu ei.
După ce unul dintre oșteni a fost spânzurat pe acoperișul unui castel, Costea îi spune căpitanului Andrei că în ladă găsise doar scrisori și niciun ban. El a umplut-o cu bolovani și le-a spus celorlalți că lada conținea o comoară pentru a le alimenta dorul de țară și a le da nădejde că odată întorși în patrie vor mai putea fi folositori. Oștenii ajung la castelul contelui Zsarozsy, care luptase împotriva oștilor române în Bătălia de la Mirăslău (1600). Ei ocupă castelul și îi sechestrează pe nobili. Tot acolo o găsesc pe contesa Maria Cristina de la care află că generalul Gheorghe Basta o plătise să-l cheme pe căpitanul Andrei în acea noapte. În dimineața următoare, după o luptă cu oastea chemată de contele Zsarozsy, românii părăsesc castelul și îi dau foc, iar Vasile o judecă pe Maria Cristina făcând dreptate.
Oștenii intră pe teritoriul ocupat de turci, fiind capturați de oștile lui Iusuf Pașa (Colea Răutu). Acesta din urmă le cere să lupte ca mercenari în armata sa, dar românii refuză. În acea noapte, turcii fură lada, iar Iusuf Pașa, contrariat că oștenii duceau o ladă plină cu bolovani, dispune îngroparea lor în nisip până la gât pentru a divulga locul unde se afla comoara. Turcii pun caii să joace peste capetele lor, dar românii încep să cânte. Profitând de întuneric, Vasile ucide gărzile și îi eliberează, iar oștenii îl iau ca ostatic pe Iusuf Pașa și pleacă spre țară.
Intrați pe teritoriul țării, Costea fuge cu căruța unde se afla lada, însoțit de Ioana, și este găsit apoi spânzurat. Oștenii ajung la ruinele unei cetăți, păzite de un roșior pe nume Mohor (Alexandru Dobrescu). Ei așază pe cel mai înalt bastion steagul Unirii, iar Dumitru este trimis la București pentru a discuta cu domnitorul. Dumitru se întoarce din capitală cu vestea că Radu Șerban nu mai era domn de două luni, iar noul domnitor, Radu Mihnea (1601-1602, 1611-1616, 1620-1623), l-a trimis cu Dumitru pe postelnicul Butnaru (Gheorghe Dinică) cu o oaste de 200 de lefegii. Căpitanul Andrei se duce în vale să discute cu boierul Butnaru, care condusese cavaleria lui Mihai Viteazul. Andrei îi spune că vrea să ridice poporul la luptă și să facă o altă armată cu care să pornească la război împotriva năvălitorilor, dar Butnaru este sceptic și îi răspunde că țara este ticăloșită, iar puterile străine și-au încălcat propriile făgăduieli de a-i ajuta pe români în lupta cu turcii. Căpitanul îl trimite pe Mohor să meargă în sate și să-i cheme pe săteni pentru a apăra cetatea și steagul lui Mihai Viteazul.
În dimineața următoare, ostașii români conduși de Butnaru și turcii lui Iusuf Pașa iau cu asalt cetatea. Căpitanul Andrei le spune oștenilor că în ladă nu sunt decât bolovani și îi dezleagă de jurământ, dar aceștia sunt de acord să rămână și să lupte. Oștenii se luptă cu vitejie, dar mor pe rând, iar morții sunt puși pe metereze cu puștile în mână pentru a-i deruta pe dușmani. A doua zi, atacul este reluat cu îndârjire, dar vestea că se apropie câteva mii de țărani din satele din jur îi face pe atacatori să ceară încheierea unui armistițiu. Postelnicul Butnaru le făgăduiește viața și libertatea în schimbul lăzii și a cedării cetății. Porțile cerății se deschid, iar singura persoană care iese este Ioana, femeia care purta în pântec copilul ei și al lui Costea. În curtea cetății se află căpitanul Andrei, care îi așteaptă zâmbind pe Butnaru și pe Iusuf Pașa lângă lada în care pusese anterior pulberea din butoaie. Când cei doi se apropie, lada explodează.

## Distribuție
- Amza Pellea — tunarul Dumitru (menționat Amza Pelea)
- Ion Besoiu — oșteanul pribeag Costea
- Ilarion Ciobanu — stegarul Vasile
- Sergiu Nicolaescu — căpitanul Andrei
- Jean Constantin — oșteanul pribeag Scurtu
- Colea Răutu — Iusuf Pașa comandant militar otoman
- Gheorghe Dinică — postelnicul Butnaru
- Mircea Pascu — oșteanul pribeag Paraschiv
- Gina Patrichi — Ioana, femeia nebună
- Heide-Marie Wenzel — contesa Maria Cristina
- Nicolae Iordache — oșteanul pribeag Nedelea
- Paul Fister — oșteanul pribeag Călin
- Vasile Popa — oșteanul pribeag Tudor
- Dumitru Crăciun — oșteanul pribeag Crăciun
- Ion Polizache — oșteanul pribeag Bujor
- Adrian Ștefănescu — oșteanul pribeag Grigore
- Gheorghe Mazilu — oșteanul pribeag Damian
- Costel Băloiu — Mihăiță, băiatul mai mic al lui Mohor
- Alexandru Dobrescu — roșiorul Mohor
- Ion Doruțiu — nobil austriac
- Dumitru Ghiuzelea — comandant turc
- Ion Apahideanu
- Constantin Păun — soldat turc
- Pierre Gherase — băiatul mai mare al lui Mohor
- Dinu Gherasim — ofițer mercenar
- Geo Costiniu — ofițerul tânăr
- Ion Budișan
- Alexandru Longo
- Aurel Popescu
- Alexandru Manea — oșteanul pribeag trădător
- Ion Bîrloiu
- Zephi Alșec — contele Zsarozsy (nemenționat)

## Paralele
Unii autori au făcut o legătură între cei 13 „nemuritori” din film și cei 13 membri ai grupului condus de Alexandru (Ică) Tănase, care fuseseră parașutați în România în 1953. Conducătorul grupului a fost comandant legionar și șef al centrului studențesc Timișoara, fiind sprijinit ca student la Politehnică printr-o bursă oferită de Pantelimon Nicolaescu, tatăl viitorului regizor. Reîntors de pe frontul antisovietic, el s-a refugiat în Germania în septembrie 1944, oferindu-se să-l ia cu el acolo și pe copilul Sergiu. Parașutat în România în 1953 cu un grup de foști legionari, a fost trădat de Bebi Toma și capturat apoi de securitate. Anterior, Tănase s-a întâlnit cu Sergiu Nicolaescu la Monumentul Aviatorilor din București și i-a comunicat intențiile grupului său. Spionii parașutați au fost condamnați la moarte prin sentința pronunțată la 12 octombrie 1953 de Tribunalul Militar Teritorial București.
Grupul oștenilor din film era format din zece persoane, după uciderea unui fugar ce-și călcase jurământul. Înainte de omorul ritual, victima este contemplată de cei zece călăreți așezați în cerc, imagine asociată de un autor cu cea a asasinării reale în Spitalul Brâncovenesc, la 16 iulie 1936, a fostului comandant legionar Mihai Stelescu de către „Decemviri” (un grup de zece legionari).

## Producție

### Originea filmului
Sergiu Nicolaescu a declarat că încă din 1971 a avut ideea realizării unei serii de filme despre „13 nemuritori” care să apară de-a lungul istoriei ori de câte ori era nevoie, „cu acel curaj și spirit de sacrificiu, demne de a constitui un exemplu pentru alți”. «Nemuritorii» urma să fie primul film din acea serie. Fiecare film urma să înceapă cu o scenă în care cei 13 eroi să apară lângă mormintele lor; ei urmau să stea în picioare lângă cruce. Filmele următoare i-ar fi prezentat pe eroi trecând prin diferite epoci până în ziua de astăzi. Ideea sa nu a fost agreată de cenzorii din cinematografia românească de atunci.
Scenariul filmului Nemuritorii este o adaptare cinematografică realizată de Sergiu Nicolaescu a scenariului „După furtună” publicat în 1968 de Titus Popovici. Acest lucru este menționat pe genericul de început. Nemuritorii este primul film la care Nicolaescu este autorul exclusiv al scenariului. Filmul are următorul motto: „Acei înaintași de-ai noștri care au luptat și s-au jertfit pentru libertatea, independența și unirea țărilor române, vor rămâne de-a pururi în inimile noastre”.
În perioada filmărilor, regizorul a afirmat că filmul său va fi original prin faptul că „opune eroilor perfecți oameni mai apropiați de realitate, care să impresioneze spectatorul tot atât de mult ca și un erou exemplar. Istoria nu fabrică eroi pe bandă”.

### Filmări
Filmul a intrat în faza de producție la 8 februarie 1973, cu titlul „După furtună”, după o variantă îmbunătățită de Sergiu Nicolaescu a scenariului scris de Titus Popovici. Începerea filmărilor a fost tergiversată din cauza faptului că Nicolaescu filma în același timp și Ultimul cartuș, regizorul solicitând la 7 iulie 1973 înlocuirea sa cu regizorul secund Doru Năstase, care urma a realiza filmul „după decupajul aprobat, semnat de Sergiu Nicolaescu”. Producătorii, împreună cu noul regizor și scenaristul Titus Popovici, au convenit în luna august ca scenariul să fie refăcut fundamental pentru transformarea filmului de aventuri într-un film istoric, precum și înlocuirea în distribuție a actorilor care deținuseră roluri principale în Mihai Viteazul (Amza Pellea, Sergiu Nicolaescu, Ion Besoiu). În aceste condiții, s-a suspendat la 15 septembrie producția și finanțarea filmului, fiind anulate și angajamentele de prestație cu studioul DEFA Berlin. Titus Popovici a făcut ulterior următoarea precizare: „Eu am conceput acest film ca pe un film parabolă, dar tratat cu mijloace realiste. Am făcut á contre coeur niște concesii regizorului; în situația actuală scenariul comportă modificări, adică scoaterea acelor situații ieftine de western la care am concedat”.
Nicolaescu terminase de filmat între timp Un comisar acuză (1974), iar la 29 martie 1974 a revenit din nou în echipa de producție a filmului „Viață fără de moarte” (titlul noului film). Scenariul a fost modificat din nou de regizor, Titus Popovici exprimându-și acordul ca regizorul Sergiu Nicolaescu să fie trecut pe genericul viitorului film ca autor al adaptării cinematografice a scenariului său. Au loc o serie de conflicte între Popovici (care-l dorea ca regizor pe Doru Năstase) și Nicolaescu (care cerea, mânios, să i se plătească munca la scenariu, amenințând casa de filme că va întrerupe munca de regie).
Filmul a fost realizat în studiourile Centrului de Producție Cinematografică „București” în colaborare cu Studioul „DEFA Berlin”. Filmările au avut loc în perioada 21 iunie - 26 septembrie 1974, câteva cadre scurte (un rest de 61 metri utili de peliculă) fiind filmate în zilele de 4 și 5 octombrie 1974. Ele au fost realizate cu sprijinul Ministerului Apărării Naționale și al Ministerului de Interne, acest lucru fiind menționat pe genericul de început. Nicolaescu a declarat că filmul a fost început „într-o concepție regizorală originală, la care am renunțat din cauza panicii care o cuprinsese pe monteuza filmului”. Majoritatea cadrelor au fost filmate în România: la Buftea, Cislău, Brașov, Cristian, Râșnov, Sâmbăta, Polovragi, Turnu Severin, în Dobrogea (Cheile Dobrogei, Hârșova, Histria, Mangalia), puține cadre (însumând 800 metri utili de peliculă) fiind filmate în perioada 22 – 30 august 1974 în R.D.G.: la Königstein (inclusiv Fortăreața Königstein), Kriebstein și Quedlinburg. O parte din cadre au fost filmate la Castelul Bran și la Cetatea Râșnov.
Scenariul inițial prevedea și rolul unui luptător cu picior de lemn, Ionică Șchiopul, care făcea parte din foșții războinici ai lui Mihai Viteazul ce se întorceau în Țara Românească. Rolurile erau deja împărțite actorilor, iar Ionică Șchiopul urma să fie interpretat de Alexandru Herescu, interpretul rolului Cotyso din Dacii. Sergiu Nicolaescu a modificat însă textul, fără să-l anunțe pe Herescu. Actorul s-a supărat atât de tare, că s-a îmbolnăvit de hepatită.
Una dintre secvențele antologice ale filmului este cea în care oștenii rătăcitori stau îngropați până la gât în nisip, iar turcii pun caii să alerge printre ei. Regizorul a precizat că această metodă de ucidere a prizonierilor era practicată de cazaci și mongoli, el aplicând teoria după care „caii nu văd sub ei, dar aud bine și feresc obiectele zgomotoase”, cu mari riscuri, pe actori și pe cascadori. Pentru a nu fi călcați de cai, oștenii au fost puși să cânte în film melodia „Lasă, lasă, lasă că ne-ntoarcem noi acasă!”.
Filmările au impus prezența a mai multor regizori. Regizori secunzi au fost Gh. Constantinescu, Adrian Dimitrescu și Jochen Diestelmann, iar regizorul secund al echipei a II-a a fost Nicolae Corjos. Șefi de producție au fost Gh. Ioniță, Ion Doruțiu, Constanța Mauriciu, Dumitru Iliescu și Ralf Biok. Decorurile au fost concepute de Sever Frențiu, care a realizat schițele. Acesta și-a reziliat contractul în septembrie 1974, munca sa fiind continuată de ceilalți trei scenografi: Filip Dumitriu, Ioana Cantuniari și Richard Schmidt. Printre asistenții care au colaborat la acest film sunt de menționat Valentin Teșa (asistent de sunet), Valentina Bălan, Paula Dima și Mircea Ciocâltei (asistenți de montaj).
Filmul a fost vizionat de conducerea Consiliului de Stat pentru Cultură și Artă (C.S.C.A.) la 22 noiembrie 1974, care l-a acceptat fără modificări. Cheltuielile de producție s-au ridicat la 6.284.000 lei.

## Coloană sonoră
Muzica filmului trebuia să fie compusă inițial de Richard Oschanitzky, dar acesta nu a predat partitura la timp, fiindu-i reziliat contractul. Piesele muzicale incluse pe coloana sonoră a filmului au fost compuse de Tiberiu Olah și Nicu Covaci. Muzica compusă de Tiberiu Olah a fost preluată din filmul Mihai Viteazul. La propunerea inginerului de sunet Anușavan Salamanian, regizorul a fost de acord să fie folosite în film 3-4 melodii ale formației Phoenix cu un total de 20 de minute.
În varianta finală, pe coloana sonoră a filmului pot fi auzite piesele „Strunga” (1974), „Mica Țiganiadă” (1973) - începutul, „Jocul timpului” (1972) - în varianta de pe disc și într-una reînregistrată, „Pseudo-Morgana” (1972) - reînregistrată, „Lasă, lasă!” (1974, aici o variantă cu intercalări), „Cocoșii Negri” (1972, needitată niciodată). În anul 1977, după plecarea în mod clandestin din țară a formației, cenzura a scos de pe genericul filmului numele „Phoenix”.
În anul 2005, la 15 ani de la revenirea în România, Nicu Covaci, liderul trupei Phoenix, i-a dat în judecată pe producătorii și distribuitorii filmului Nemuritorii (Centrul Național al Cinematografiei, Uniunea Compozitorilor și Muzicologilor din România, România Film și SC Cine TV Film Production Import-Export SRL), cerând suma de 60.000 de euro ca drepturi de autor, aceasta incluzând atât drepturile de autor pentru coloana sonoră, cât și cele de difuzare a filmului în străinătate. Sergiu Nicolaescu a afirmat că el i-a comandat muzica lui Tiberiu Olah și nu lui Nicu Covaci. Prin urmare, i-a sugerat liderului trupei Phoenix să discute cu Româniafilm. Regizorul a declarat că a cerut ca numele Phoenix să nu fie scos de pe genericul filmului, el având probleme cu Securitatea din cauza fugii ilegale din țară a membrilor formației.
În februarie 2012, după mai mult de 6 ani de judecare a cauzei, judecătorii de la Secția civilă a Tribunalului Municipiului București au constatat prescripția faptelor, ca urmare a faptului că a trecut prea mult timp de la realizarea filmului. Instanța l-a obligat pe Covaci să plătească suma de 6.000 de lei, contravaloarea expertului din dosar (Uniunea Compozitorilor și Muzicologilor din România).

## Recepție
Filmul Nemuritorii a avut parte de un mare succes de public la cinematografele din România, fiind vizionat de 7.292.165 de spectatori, după cum atestă o situație a numărului de spectatori înregistrat de filmele românești de la data premierei și până la data de 31.12.2007 alcătuită de Centrul Național al Cinematografiei. Până în iunie 1976, el fusese văzut de 3.693.000 spectatori. Nemuritorii se află astfel pe locul 11 în topul celor mai vizionate filme românești din toate timpurile după cum atestă un comunicat din 2006 al Uniunii Autorilor și Realizatorilor de Film din România.
Actorul Sergiu Nicolaescu a primit în 1974 Premiul pentru interpretare masculină al Asociației Cineaștilor din România (ACIN) pentru interpretarea rolurilor din filmele Nemuritorii și Un comisar acuză.
Cronicile criticilor de film au fost în general pozitive, fiind remarcate unele momente reușite realizate de unii dintre actori, precum și imaginile datorate „excelentului operator Al. David” (după cum scria Radu Georgescu). Criticii au constatat însă reluarea unor lucruri văzute în numeroase filme ca urmare a intenției regizorului de a conferi noului film un caracter „exclusiv spectaculos și comercial”.
Profesorul Florian Potra scria la 10 ani de la premieră că Nemuritorii este „un excelent hibrid între filmul istoric propriu-zis, genul de capă și spadă și cel de aventuri, cu striațiuni parodice de tipul «Armata lui Brancaleone», al lui Monicelli, împletind cu meșteșug clișeele de succes sigur, o anumită duioșie nostalgică și o solidă interpretare actoricească. Sergiu Nicolaescu, ca regizor, dă frâu liber unei narativități fluide, sprințare chiar, bogată în notații psiho – etno – folclorice, ca și în accente de umorism popular, realizând ceea ce se numește un foarte bun și trainic produs cultural mediu și depășindu-și cu autoritate competitorii”.
În lucrarea „Istoria filmului românesc (1897-2000)” (Ed. Fundației Culturale Române, București, 2000), criticul Călin Căliman scria că Nemuritorii este „un film patetic - despre niște foști oșteni ai lui Mihai Viteazul care au pribegit prin lume și revin in țară cu drapelul voievodului”.
Criticul Tudor Caranfil a dat filmului o stea din cinci și a făcut următorul comentariu: „La 1611, 13 cavaleri rătăcesc prin Europa purtând idealul politic al fostului lor voievod: neatârnarea. Revenind în patrie, ei constată că noul domnitor, care nu le împărtășește visul, îi întâmpină cu foc și pară. Senzațională compoziția comică vecină ba cu grotescul, ba cu macabrul, a estropiatului lui Nicolaescu, personaj baroc plin de vigoare. În rest, debilitate generală. Peste 7 milioane spectatori.”

## Vezi și
- Muzică de film scrisă de formația Phoenix